# Colpochila setosa
Colpochila setosa är en skalbaggsart som beskrevs av Blackburn 1890. Colpochila setosa ingår i släktet Colpochila och familjen Melolonthidae. Inga underarter finns listade i Catalogue of Life.